# Districtul Bánovce nad Bebravou

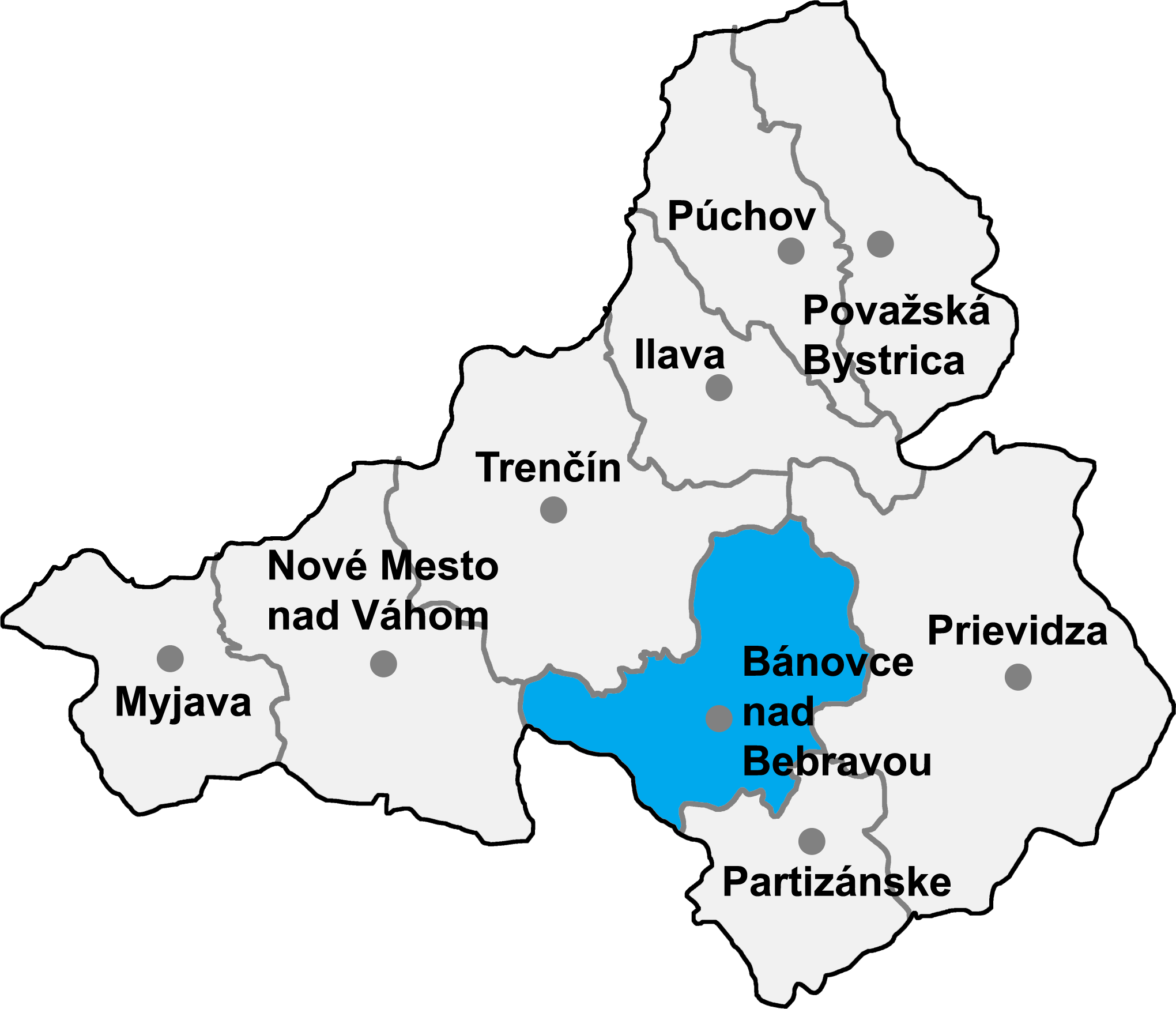
Districtul Bánovce nad Bebravou

Districtul Bánovce nad Bebravou (okres Bánovce nad Bebravou) este un district în Slovacia vestică, în Regiunea Trenčín. 

## Demografie
| An:                | 1994   | 2004   | 2014   | 2024   |
| ------------------ | ------ | ------ | ------ | ------ |
| Număr de persoane: | 38.695 | 38.385 | 36.833 | 34.910 |
| Diferență:         |        | −0,80% | −4,04% | −5,22% |

| An:                | 2023   | 2024   |
| ------------------ | ------ | ------ |
| Număr de persoane: | 35.186 | 34.910 |
| Diferență:         |        | −0,78% |

## Comune
- Bánovce nad Bebravou
- Borčany
- Brezolupy
- Chudá Lehota
- Čierna Lehota
- Cimenná
- Dežerice
- Dolné Naštice
- Dubnička
- Dvorec
- Haláčovce
- Horné Naštice
- Krásna Ves
- Kšinná
- Libichava
- Ľutov
- Malá Hradná
- Malé Hoste
- Miezgovce
- Nedašovce
- Omastiná
- Otrhánky
- Pečeňany
- Pochabany
- Podlužany
- Pravotice
- Prusy
- Ruskovce
- Rybany
- Slatina nad Bebravou
- Slatinka nad Bebravou
- Šípkov
- Šišov
- Timoradza
- Trebichava
- Uhrovec
- Uhrovské Podhradie
- Veľké Chlievany
- Veľké Držkovce
- Veľké Hoste
- Vysočany
- Žitná-Radiša
- Zlatníky